# Hans Lemmel
Hans Lemmel (* 22. März 1889 in Klanzig im Kreis Schivelbein, Pommern; † 10. März 1975 in Hannoversch Münden, Niedersachsen) war ein deutscher Forstwissenschaftler.

## Leben und Wirken
Im Jahre 1925 wurde Lemmel Mitglied im Reichsforstwirtschaftsrat. Zudem wirkte er ab 1925 als Professor an der Höheren Forstlehranstalt in Eberswalde. Im Anschluss nach seiner Militärdienstzeit im Zweiten Weltkrieg und anschließender Gefangenschaft wurde er wieder in der Forstwissenschaft tätig. Von 1947 bis 1957 lehrte er als Professor an der Forstlichen Hochschule Hannoversch Münden. Im November 1933 unterzeichnete er das Bekenntnis der Professoren an den deutschen Universitäten und Hochschulen zu Adolf Hitler.